# Galería de maridos
Galería de maridos fue una serie de televisión de 13 episodios, emitida por TVE en la temporada 1959-1960. Fue escrita y dirigida por Jaime de Armiñán, en lo que fue su debut en el nuevo medio. También supuso la primera aparición en televisión de una, por entonces, joven promesa de la interpretación: Amparo Baró.

## Argumento
La serie narra las dificultades e inconveniencias, siempre salvables, de la convivencia en varios matrimonios de recién casados, si bien los papeles siempre eran interpretados por los mismos actores. Cada episodio se realiza desde la perspectiva de los distintos caracteres y formas de comportamiento en la relación de pareja que puede adoptar el hombre y el modo en que la mujer hace frente a esas distintas personalidades.
Ante la excelente acogida, la serie contó con una continuación titulada Galería de esposas.

## Reparto
- Adolfo Marsillach es Bruno
- Amparo Baró